# Charles Bouzinac
Pour les articles homonymes, voir Bouzinac.
 (février 2019).

a Compétitions nationales et continentales officielles uniquement.

b Matchs officiels uniquement.
Charles Bouzinac, né le 10 janvier 1994, est un joueur de rugby à XIII français évoluant au poste de talonneur.
Il est sélectionné en équipe de France pour prendre part à la première édition de Coupe du monde de rugby à 9 en 2019.
Il arrête sa carrière à l'âge de vingt-sept ans en déménageant à Pau.

## Carrière
Formé à Lézignan, c'est avec Saint-Estève XIII Catalan qu'il fait ses débuts en Championnat de France en 2012.
Après deux saisons à Perpignan, il revient dans son club formateur, Lézignan, où il reste trois saisons, il décroche une victoire en Coupe de France 2015 entrecoupées d'une expérience en Australie avec les Capras de Central Queensland en Queensland Cup en 2016.
À son retour, en 2016 à Lézignan, il dispute les finales du Championnat de France 2017 et de Coupe de France 2017 mais n'en remporte aucune.
Il annonce, après ces deux finales, rejoindre Toulouse en Championship.

## Palmarès
- Vainqueur de la Coupe de France : 2015 (Lézignan).
- Finaliste du Championnat de France : 2017 (Lézignan).
- Finaliste de la Coupe de France : 2017 (Lézignan).

### Détails en sélection
| Matchs internationaux de Charles Bouzinac                                 | Matchs internationaux de Charles Bouzinac | Matchs internationaux de Charles Bouzinac | Matchs internationaux de Charles Bouzinac | Matchs internationaux de Charles Bouzinac | Matchs internationaux de Charles Bouzinac | Matchs internationaux de Charles Bouzinac | Matchs internationaux de Charles Bouzinac | Matchs internationaux de Charles Bouzinac | Matchs internationaux de Charles Bouzinac | Matchs internationaux de Charles Bouzinac | Matchs internationaux de Charles Bouzinac |
|                                                                           | Date                                      | Adversaire                                | Résultat                                  | Compétition                               | Poste                                     | Points                                    | Essais                                    | Pen.                                      | Drops                                     |                                           |                                           |
| ------------------------------------------------------------------------- | ----------------------------------------- | ----------------------------------------- | ----------------------------------------- | ----------------------------------------- | ----------------------------------------- | ----------------------------------------- | ----------------------------------------- | ----------------------------------------- | ----------------------------------------- | ----------------------------------------- | ----------------------------------------- |
| 1.                                                                        | 7 octobre 2018                            | Serbie                                    | 54-2                                      | Amical                                    | Talonneur                                 | 4                                         | 1                                         | 0                                         | 0                                         |                                           |                                           |
| Matchs internationaux de Charles Bouzinac sous l'équipe de France de neuf |                                           |                                           |                                           |                                           |                                           |                                           |                                           |                                           |                                           |                                           |                                           |
| 1.                                                                        | 18 octobre 2019                           | Liban                                     | 8-12                                      | Coupe du monde                            | Avant                                     | 0                                         | -                                         | -                                         | -                                         |                                           |                                           |
| 2.                                                                        | 19 octobre 2019                           | Pays de Galles                            | 23-6                                      | Coupe du monde                            | Avant                                     | 0                                         | -                                         | -                                         | -                                         |                                           |                                           |
| 3.                                                                        | 19 octobre 2019                           | Angleterre                                | 4-38                                      | Coupe du monde                            | Avant                                     | 0                                         | -                                         | -                                         | -                                         |                                           |                                           |

### En club
| Saison    | Club                      | Compétition           | Matchs | Points | Essais | Goals | Drops |
| --------- | ------------------------- | --------------------- | ------ | ------ | ------ | ----- | ----- |
| 2012-2013 | Saint-Estève XIII Catalan | Championnat de France | 11     | 4      | 1      | -     | -     |
| 2013-2014 | Saint-Estève XIII Catalan | Championnat de France | 2      | -      | -      | -     | -     |
| 2014-2015 | Lézignan                  | Championnat de France | 22     | 66     | 8      | 17    | -     |
| 2015-2016 | Lézignan                  | Championnat de France | 21     | 104    | 8      | 41    | -     |
| 2016-2017 | Lézignan                  | Championnat de France | 14     | 30     | 3      | 9     | -     |
| 2016-2017 | Toulouse                  | Championship          | 14     | 10     | 2      | 1     | -     |
| 2017-2018 | Toulouse élite            | Championnat de France | 3      | 20     | 3      | 4     | -     |
| 2017-2018 | Toulouse                  | Championship          | 14     | 20     | 5      | -     | -     |
| 2018-2019 | Lézignan                  | Championnat de France | 16     | 54     | 1      | 25    | -     |
| 2019-2020 | Lézignan                  | Championnat de France | 6      | 4      | 1      | -     | -     |
| 2020-2021 | Lézignan                  | Championnat de France | 3      | -      | -      | -     | -     |